# Euptychia umbrosa
Euptychia umbrosa är en fjärilsart som beskrevs av Butler 1870. Euptychia umbrosa ingår i släktet Euptychia och familjen praktfjärilar. Inga underarter finns listade i Catalogue of Life.